# Eucorethra
Genre
Eucorethra est un genre de diptères de la famille des Chaoboridae.

## Liste d'espèces
Selon Catalogue of Life (2 mars 2013) et NCBI (2 mars 2013) :
- Eucorethra underwoodi

Selon ITIS (2 mars 2013) :
- Eucorethra rutilus Coquillett
- Eucorethra underwoodi Underwood, 1903